# Cita con la muerte (obra de teatro)
Cita con la muerte (en inglés: Appointment with Death) es una obra de teatro de 1945 escrita por Agatha Christie. Está basada en su novela homónima, publicada en 1938.

## Antecedentes
Christie no hace comentario alguno sobre el libro y la obra de teatro en su autobiografía. En su biografía oficial se aclara que comenzó a escribir esta obra en «un ataque de entusiasmo» tras verse envuelta en los preparativos para Asesinato en el Nilo, la cual estaba siendo presentada por su actor amigo Francis L. Sullivan. El escrito estaba completo en marzo de 1944 y los preparativos fueron hechos cerca de finales de año para una apertura en Glasgow antes de ser presentada en el teatro de West End. Christie escribió a su agente, Edmund Cork, un mes antes de esto, «¡Parece imposible que la obra pueda estar lista para  Glasgow!» Sin embargo, la obra se estrenó en el King's Theatre el 29 de enero de 1945, para luego estrenarse en el West End el 31 de marzo del mismo año. La pieza no fue muy bien recibida por los críticos a pesar de que al comienzo los ingresos por taquilla  fueron mejores que los de Diez negritos, dieciocho meses atrás. El director de la misma fue Terence de Marney, quien en Diez negritos había interpretado a Philip Lombard. La obra cerró el 5 de mayo luego de 42 funciones.
La producción original del West End es la más notable gracias a la aparición de Joan Hickson en el papel de Miss Pryce. Christie estaba tan a gusto con su representación que le escribió una carta haciéndole llegar sus deseos de que algún día interpretara a Miss Marple. Años más tarde, Hickson tomó el papel de la solterona anciana en la serie de 1984 titulada Agatha Christie: Miss Marple
La adaptación del libro es notable debido a los numerosos cambios de la trama en comparación con la novela. No solo eliminó a Hércules Poirot de la historia, sino que también cambió la identidad del asesino. En la obra, la enferma Mrs Boynton se suicida y arroja numerosas pistas falsas, que señalan a los miembros de su familia como posibles sospechosos, esperando así que comiencen a sospechar entre ellos y así continuar oculta incluso después de muerta, mientras que en la novela Lady Westholme es la asesina. En la obra, Lady Westholme es presentada como un personaje puramente cómico.

## Sinopsis de las escenas
Tiempo – el presente
ACTO I
- La sala del Hotel Rey Salomón, Jerusalén. En la tarde

ACTO II
- Escena 1 - El Campo de los Viajeros en Petra. Temprano en la tarde. Una semana después.
- Escena 2 – El mismo día. Tres horas después.

ACTO III
- Escena 1 – El mismo. La mañana siguiente.
- Escena 2 – El mismo. La misma tarde.